# Pierre Chanal
Pierre Chanal (Saint-Étienne, 18 novembre 1946 – Reims, 15 ottobre 2003) è stato un militare francese, sospettato di essere stato un serial killer.
È stato condannato per lo stupro e il rapimento di un giovane ungherese (Balázs Falvay) che aveva preso in autostop nel 1988. Pierre Chanal ha ricevuto una condanna a 10 anni per questi reati, ed è stato rilasciato nel 1995 in libertà vigilata. È stato accusato di aver ucciso tre degli otto giovani scomparsi nel nord-est Francia tra il 1980 e il 1987. Una delle sue presunte vittime era l'irlandese Trevor O'Keeffe. Pierre Chanal si è suicidato nel 2003, mentre era sotto processo.
| Controllo di autorità | VIAF (EN) 29047356 · ISNI (EN) 0000 0000 4331 0958 · LCCN (EN) nb2004303353 · BNF (FR) cb14651567p (data) |